# 대한민국 상법 제364조
대한민국 상법 제364조는 주주총회의 소집지에 대한 상법 회사법의 조문이다.

## 조문
제364조 (소집지) 총회는 정관에 다른 정함이 없으면 본점소재지 또는 이에 인접한 지에 소집하여야 한다. 

第364條 (召集地) 總會는 定款에 다른 定함이 없으면 本店所在地 또는 이에 隣接한 地에 召集하여야 한다.

## 예시
정관에 다음과 같이 본점소재지 등을 명시할 수 있다.
제4조 (본점 소재지 및 지점의 설치)
① 이 회사의 본점은 ○○시에 둔다.
② 이 회사는 필요에 따라 이사회의 결의로 국내외에 지점을 둘 수 있다.

## 같이 보기
- 주주총회
- 본점소재지